# Derby calcistici in Alsazia

Alsazia

I derby calcistici in Alsazia sono gli incontri di calcio che vedono a confronto due squadre appartenenti alla regione francese dell'Alsazia.
Storicamente i maggiori eventi calcistici regionali sono le sfide che vedono a confronto due compagini tra Strasbourg, Colmar e Mulhouse. Queste tre squadre rappresentano infatti la massima espressione calcistica alsacien in quanto vantano il maggior numero di tornei disputati tra Ligue 1 e Ligue 2.
Nella seconda serie nazionale, come anche nella coppa nazionale maggiore e nella Coupe de la Ligue, sono stati tuttavia disputati anche altri incontri regionali, spesso molto sentiti dalle tifoserie delle rispettive squadre.

## Derby giocati in Ligue 1
Quanto segue è l'elenco dei derby giocati anche nella massima serie francese.

### Mulhouse-Strasbourg
Le due squadre si sono affrontate in partite ufficiali per 18 volte: il primo confronto si è giocato allo Stade de Bourtzwiller in occasione della Division 1 1934-35 ed è terminato col punteggio di 4-1 in favore dei les Fécémistes. In Ligue 1 le sfide tra le due squadre sono 8, tutte concentrate tra il 1934 e il 1982. In ligue 2 le sfide tra le due squadre sono 8, l'ultima nel 1992. Dal 1992 non si sono più incontrate fino al 2012-13, nel campionato di CFA, l'equivalente quarta divisione: la partita di andata al Mulhouse fini 1-1 con i gol di Dumas (Mulhouse) e Milovan Sikimic (Strasbourg), mentre al Meinau la partita termina a reti bianche. Per il ritorno di questo importantissimo derby di Alsazia lo stadio dello Strasbourg ha avuto il record della sua storia di spettatori: 20 044 sono andate per assistere a questo derby.

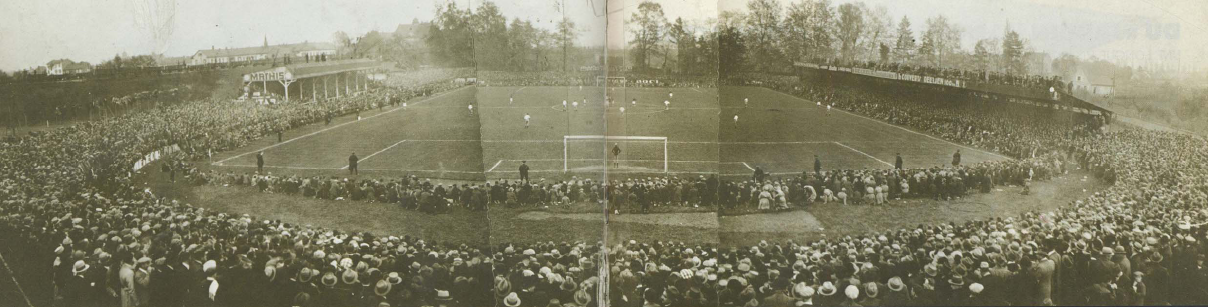
Strasbourg-Mulhouse, 4 novembre 1934

Nel 2011, il presidente dello Strasbourg Jafar Hilali ha proposto la fusione dei due club in un club denominato dapprima Racing Club de Strasbourg-Mulhouse e più avanti Racing d'Alsace, che venne rifiutata per via della scelta dello stadio.
Il bilancio degli scontri tra le due compagini alsasien è di 8 vittorie dello Strasbourg, 5 pareggi e 5 vittorie del Mulhouse. La più larga vittoria dello Strasbourg contro il Mulhouse è il 9-1 del 4 ottobre 1936 a Mulhouse, con le doppiette di tre importanti giocatori dello Strasbourg: Oscar Heisserer, Oskar Rohr e Fritz Keller. Invece la più larga vittoria del Mulhouse è il 3-0 del 3 febbraio 1991 a Strasburgo, con i gol di Néstor Subiat, Marc Keller e Marc Andrieux.
|                   | Gare | Vittorie Strasburgo | Pareggi | Vittorie Mulhouse | Gol Strasburgo | Gol Mulhouse |
| Ligue 1           | 8    | 6                   | 0       | 2                 | 30             | 13           |
| Ligue 2           | 8    | 2                   | 1       | 5                 | 7              | 11           |
| CFA               | 2    | 0                   | 2       | 0                 | 1              | 1            |
| Coupe de France   | 2    | 1                   | 0       | 1                 | 2              | 1            |
| Coppa di Germania | 1    | 0                   | 0       | 1                 | 1              | 2            |
| Totale            | 17   | 9                   | 3       | 9                 | 41             | 28           |

#### Lista dei risultati
| Stagione  | Competizione      | Incontro            | A / R | A / R |
| --------- | ----------------- | ------------------- | ----- | ----- |
| 1933-1934 | Div. 2            | Mulhouse-Strasbourg | 1-0   | 0-2   |
| 1934-1935 | Div. 1            | Strasbourg-Mulhouse | 4-2   | 1-4   |
| 1935-1936 | Div. 1            | Strasbourg-Mulhouse | 3-0   | 4-2   |
| 1936-1937 | Div. 1            | Mulhouse-Strasbourg | 1-9   | 7-2   |
| 1941-1942 | Coppa di Germania | Mulhouse-Strasbourg | 2-1   | 2-1   |

| Stagione  | Competizione    | Incontro            | A / R | A / R |
| --------- | --------------- | ------------------- | ----- | ----- |
| 1962-1963 | Coupe de France | Strasbourg-Mulhouse | 2-1   | 2-1   |
| 1982-1983 | Div. 1          | Strasbourg-Mulhouse | 2-1   | 0-2   |
| 1986-1987 | Div. 2          | Strasbourg-Mulhouse | 3-4   | 0-1   |
| 1987-1988 | Div. 1          | Strasbourg-Mulhouse | 1-0   | 0-0   |
| 1989-1990 | Coupe de France | Strasbourg-Mulhouse | 0-0   | 0-0   |

| Stagione  | Competizione | Incontro            | A / R | A / R |
| --------- | ------------ | ------------------- | ----- | ----- |
| 1990-1991 | Div. 2       | Mulhouse-Strasbourg | 1-0   | 3-0   |
| 1991-1992 | Div. 2       | Strasbourg-Mulhouse | 2-0   | 1-2   |
| 2012-2013 | CFA          | Mulhouse-Strasbourg | 1-1   | 0-0   |

### Strasbourg-Colmar
Strasbourg e Colmar si sono affrontate per la prima volta nel 1946 in occasione dei sedicesimi di finale della Coupe de France, con vittoria del Colmar per 3-2 al Colmar Stadium. Pochi anni dopo si sono rincontrati nella massima serie francese con una vittoria del Colmar e un pareggio. A fine anno il Colmar si classifica 11º, mentre lo Strasbourg retrocede in Division 2.
Nel 2010-11, il match Colmar-Strasbourg della 26ª giornata di campionato è una partita di orgoglio. In effetti, il Racing stava sempre in corsa per il terzo posto nel campionato, garantendoli un clamoroso ritorno in ligue 2, e il Colmar stava in zona retrocessione. In caso di vittoria strasburghese, il club starà ad un passo verso la promozione, ma in caso di vittoria colmarianna, ci sarà allora una probabilità che il club di Colmar esca dalla zona calda della classifica. Il derby attira tantissimi spettatori, tanto che allo stadio di Colmar ci stavano 3 100 spettatori ad assistere al derby. Il Colmar gioca un primo quarto d'ora molto bene, mettendo a segno il momentaneo 1-0 al 20' con Rémy Souyeux. Dopo pochi minuti la risposta dello Strasbourg con una doppietta di Billy Ketkeophomphone (27º e 39º minuto). Il secondo tempo ha offerto grande spettacolo, ma nessuna delle due squadre mette a segno un gol. Finisce 2-1 per lo Strasbourg, che vola al quarto posto, e lascia il Colmar in zona retrocessione alla CFA della prossima stagione. A fine stagione il Colmar, con molte difficoltà chiude 15º in classifica, rimanendo nella terza serie francese. Per lo Strasbourg non basta la vittoria del derby per la promozione, non centrata per tre punti dal Guingamp.
Nella stagione di championnat national 2013-14 l'incontro di andata, disputato il 8 novembre 2013 a Colmar, è terminato 2-1 per i padroni di casa (reti di Diawara, Armand e Chere), quello di ritorno, il 11 aprile 2014 a Strasburgo, è finito sempre 1-2 per il Colmar, grazie alle reti di Crillon e l'ex Strasbourg Chere, che rispondono al gol di Mendy. Il campionato si concluderà con il 4º posto dei Les Verts e della vittoria dei play-out e quindi con la salvezza del Racing.
|                       | Gare | Vittorie Strasburgo | Pareggi | Vittorie Colmar | Gol Strasburgo | Gol Colmar |
| Ligue 1               | 2    | 0                   | 1       | 1               | 1              | 2          |
| Championnato National | 5    | 2                   | 1       | 2               | 9              | 8          |
| Coupe de France       | 1    | 0                   | 0       | 1               | 2              | 3          |
| Totale                | 8    | 2                   | 2       | 4               | 12             | 13         |

#### Lista dei risultati
| Stagione  | Competizione    | Incontro          | A / R | A / R |
| --------- | --------------- | ----------------- | ----- | ----- |
| 1945-1946 | Coupe de France | Colmar-Strasbourg | 3-2   | 3-2   |
| 1948-1949 | Div. 1          | Colmar-Strasbourg | 2-1   | 0-0   |
| 2010-2011 | Champ. Nation.  | Strasbourg-Colmar | 2-0   | 2-1   |

| Stagione  | Competizione   | Incontro          | A / R | A / R |
| --------- | -------------- | ----------------- | ----- | ----- |
| 2013-2014 | Champ. Nation. | Colmar-Strasbourg | 2-1   | 2-1   |
| 2014-2015 | Champ. Nation. | Colmar-Strasbourg | 3-3   |       |

## Altri derby rilevanti
L'incontro che segue è ritenuto rilevante in quanto disputatosi anche nel terzo livello nazionale di Francia.

### Colmar-Mulhouse
Colmar e Mulhouse si sono incontrati negli anni 2000 in CFA, ovvero la quarta lega francese, che, fino al 1970, era la terza serie. Questa partita, che costituisce il derby dell'Alto Reno, è il più seguito tra le due tifoserie. Gli incontri sono storicamente favoriti al Mulhouse, di cui la più larga vittoria tra le due squadre è il 5-0 del Mulhouse. Sui 10 incontri sotto citati, 7 sono vinti dal Mulhouse e 3 dal Colmar. Riguardo ai gol fatti, sono 21 del Mulhouse e 6 del Colmar.
Anche se il Mulhouse ed il Colmar sono città facenti parte dello stesso dipartimento le due squadre si sono incontrate poche volte. Il motivo è che il Colmar raramente è stata in division 1 o 2, ma in CFA o in CFA 2, mentre il Mulhouse in division 2 o nei championnat national. Quando il Colmar è salito in division 1 o 2 il Mulhouse è stato relegato nelle serie inferiori, infatti non si sono mai incontrati nelle divisioni maggiori.
|        | Gare | Vittorie Colmar | Pareggi | Vittorie Mulhouse | Gol Colmar | Gol Mulhouse |
| CFA    | 8    | 5               | 0       | 3                 | 15         | 4            |
| CFA 2  | 2    | 2               | 0       | 0                 | 6          | 2            |
| Totale | 10   | 7               | 0       | 3                 | 21         | 6            |

#### Lista dei risultati
| Stagione  | Competizione | Incontro        | A / R | A / R |
| --------- | ------------ | --------------- | ----- | ----- |
| 1962-1963 | CFA          | Mulhouse-Colmar | 4-0   | 0-1   |
| 1963-1964 | CFA          | Mulhouse-Colmar | 5-0   | 2-1   |
| 2004-2005 | CFA 2        | Mulhouse-Colmar | 1-1   | 0-0   |

| Stagione  | Competizione | Incontro        | A / R | A / R |
| --------- | ------------ | --------------- | ----- | ----- |
| 2008-2009 | CFA          | Mulhouse-Colmar | 2-0   | 2-0   |
| 2009-2010 | CFA          | Mulhouse-Colmar | 1-0   | 1-0   |